# Juan Fernández Cañas
Juan Fernández Cañas (lugar y fecha indeterminados – Almuñécar, 6 de marzo de 1815), más conocido como «el alcalde de Otívar» o «tío Caridad», fue un guerrillero de la Guerra de la Independencia de la localidad granadina de Otívar.
Formó una partida guerrillera que ejecutó acciones, entre los años 1810 y 1812, contra el ejército invasor del general Sebastiani y contra quienes lo apoyaban, en La Alpujarra, Valle de Lecrín, sierras de Cázulas y de la Almijara, costa de Almuñécar, La Herradura y Nerja, extendiendo sus incursiones hasta Málaga y Almería.
En el desalojo de Padul resultó gravemente herido, dándolo por muerto algunos de sus hombres, que se disolvieron. No obstante, escondido más de un mes en una cueva de Lentegí, logró sanar y rehacer su partida.
El conde de Toreno lo citó en su «Historia del levantamiento, Guerra y Revolución de España», obra editada por primera vez en 1835, y sus hazañas quedaron relatadas por el propio alcalde en dos tomos manuscritos en los que el militar e historiador español José Gómez de Arteche basó el relato «El alcalde de Otívar» publicado en la segunda serie de Nieblas de la historia patria en 1876. Los manuscritos fueron examinados por el historiador granadino Lafuente Alcántara, y Pedro Antonio de Alarcón los cita en su obra La Alpujarra, recomendando su adquisición y publicación por parte de la Real Academia de la Historia. En la actualidad se desconoce el paradero de ambos tomos, que fueron regalados por un descendiente del líder guerrillero a Natalio Rivas, quien a su vez donó uno de ellos a Antonio Cánovas del Castillo. Su contenido, historia y peripecias quedaron narrados ampliamente en el discurso de entrada en la Real Academia de la Historia del que fuera su poseedor, el abogado y político de Albuñol Natalio Rivas, donde se encuentra la información más amplia disponible hasta el momento sobre este personaje de la Guerra de la Independencia. 
En 2010, el investigador e historiador almeriense Emilio García Campra encontró entre los fondos contemporáneos del Archivo Histórico Nacional una copia auténtica de la Relación de acciones dadas a los franceses por mí el Coronel D. Juan Fernández, alias el Alcalde de Otíbar, desde el 25 de mayo de 1810 hasta el 17 de abril de 1812, es decir, gran parte del material que se había perdido a finales del siglo XIX. Este y otros documentos relacionados, con un estudio preliminar del mismo historiador, fueron publicados en un libro editado por el Ayuntamiento de Otívar bajo el título Juan Fernández Cañas, «el tío Caridad»: el alcalde de Otívar según sus documentos en 2011.